# Bedi Mahal
El Bedi Mahal (en punyabí: بیدی محل) es un palacio situado en Kallar Syedan, distrito de Rawalpindi, en Punjab, en el país asiático de Pakistán.
El palacio fue construido por el Sikh Khem Singh Bedi en la segunda mitad del siglo XIX. Después de la división de la India y Pakistán, se convirtió en una escuela secundaria y ahora está en ruinas.